# Kolejka „Rakoń”

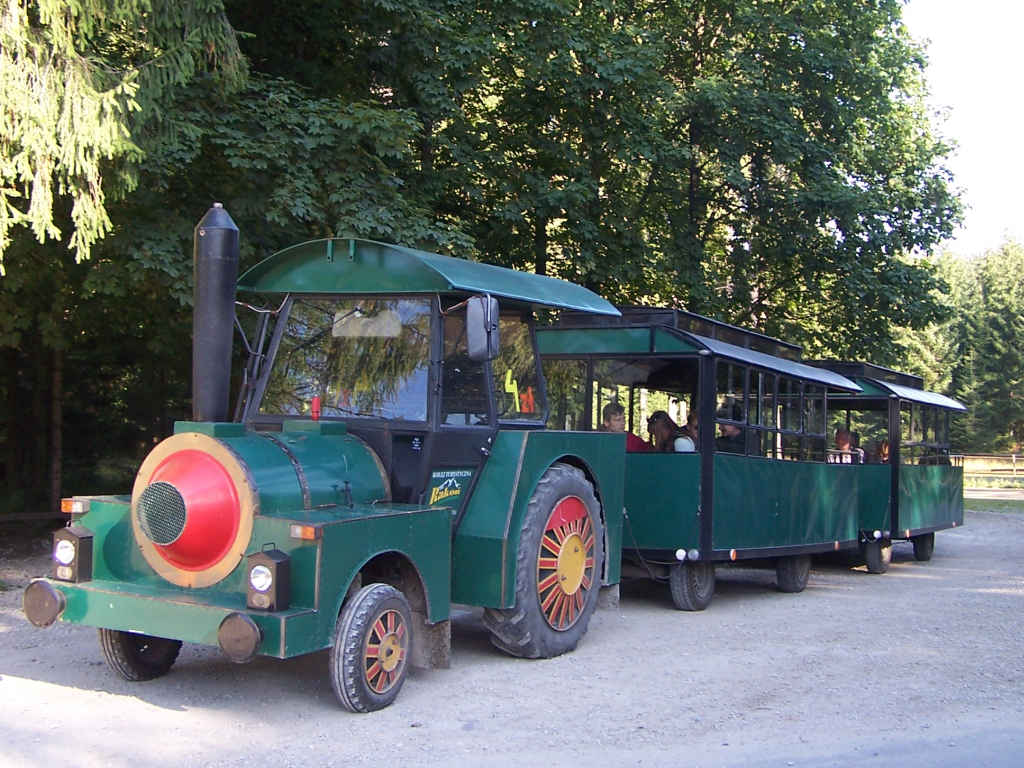
Kolejka „Rakoń”

Kolejka „Rakoń” – funkcjonująca w Dolinie Chochołowskiej w Tatrach Zachodnich kolejka turystyczna, przewożąca turystów drogą od Siwej Polany do polany Huciska. Jest to stylizowany na kolej ciągnik spalinowy ciągnący dwa wagoniki z miejscami siedzącymi dla 50 osób. Jest własnością prywatnej spółki cywilnej. Działa na terenie Wspólnoty Leśnej Uprawnionych Ośmiu Wsi z siedzibą w Witowie.
Kolejka kursuje od początku maja do końca września, w godz. 9.00-18.30. Trasa kolejki biegnie asfaltową drogą i liczy 3,5 km. Kolejka pozwala skrócić czas przebycia odcinka, na którego pokonanie pieszy turysta potrzebuje ok. 55–60 minut.